# Grudna (powiat nowotomyski)
Grudna – wieś w Polsce położona w województwie wielkopolskim, w powiecie nowotomyskim, w gminie Miedzichowo.

## Historia

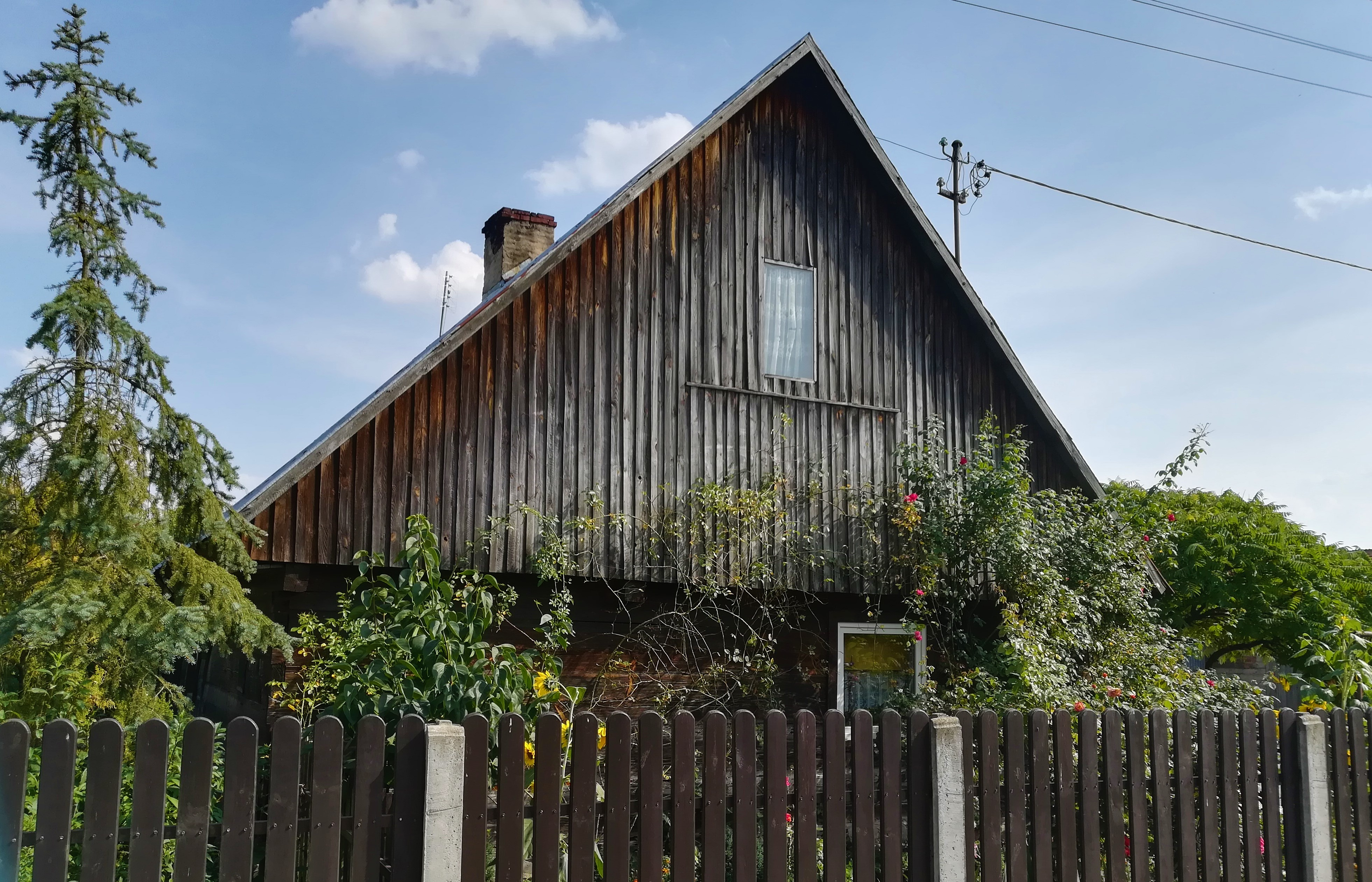
Architektura drewniana

W dokumentach pisanych Grudna, wzmiankowana jest już w XV wieku jako Grodnya (1415) i Grodna (1419). Była wtedy własnością Sędziwoja z Ostroroga herbu Nałęcz (~1375-1441), za życia zwanego niekiedy Ostroroskim, wojewody poznańskiego (1406-1441) i starosty generalnego Wielkopolski (1411-01.1415, wiosna 1419-10.1426 oraz 07.1432-03.1434).
W XV i XVI wieku Grudna należała więc do Ostrorogów Lwowskich, a później po bezpotomnej śmierci Jerzego (1633) przeszła do spowinowaconej z nimi rodziny Opalińskich.
Po raz pierwszy sołtysa Grudnej wymieniono w dokumencie z 1509 roku.
W XIX w. Grudna należała do rodu Grudzińskich.
W okresie Wielkiego Księstwa Poznańskiego (1815-1848) miejscowość wzmiankowana jako Grudna należała do wsi większych w ówczesnym powiecie bukowskim, który dzielił się na cztery okręgi (bukowski, grodziski, lutomyślski oraz lwowkowski). Grudna należała do okręgu lwowkowskiego i stanowiła część majątku Lwówek Zamek (niem. Neustadt), którego właścicielem był wówczas (1837) Antoni Łącki. W skład rozległego majątku Lwówek Zamek wchodziło łącznie 36 wsi. Według spisu urzędowego z 1837 roku Grudna liczyła 175 mieszkańców i 17 dymów (domostw).
W "Słowniku Geograficznym Królestwa Polskiego i innych Narodów Słowiańskich" z 1881 roku wioska wzmiankowana jest jako Grudno i liczyła 53 domy, a zamieszkiwało ją 433 mieszkańców (w tym 334 katolików i 99 ewangelików). Ten wysoki odsetek ewangelików był spowodowany osadnictwem olęderskim i zaborami.
Administracyjnie wieś należała wtedy do powiatu bukowskiego. Na mocy ustawy sejmu pruskiego z 1887 roku, do 40 uległa zwiększeniu liczba powiatów w Poznańskim, w wyniku czego powstał powiat nowotomyski, do którego należała Grudna (jak i miasto Lwówek). Warto dodać, że powiat nowotomyski istniał aż do 1975 roku, a następnie odżył 1 stycznia 1999 roku.
W latach 1954–1959 wieś należała i była siedzibą władz gromady Grudna, po jej zniesieniu w gromadzie Bolewice. 
Zobacz teżGrudna, Grudna Dolna, Grudna Górna, Grudna Kępska